# چاندراسکار (بازیگر تامیلی)
چاندراسکار (انگلیسی: Chandrasekhar) هنرپیشه اهل هند است. وی در سال ۲۰۰۲ برنده جایزه ملی فیلم بهترین بازیگر نقش مکمل مرد شده است.
او در فیلم‌های لاله عباسی و شهروند بازی کرده است.